# Wa-15
Wa-15 — тральщик Імперського флоту Японії, який взяв участь у Другій світовій війні.
Корабель, який належав до допоміжних тральщиків типу Wa-1, спорудили у 1943 році на верфі компанії Namura Shipbuilding.
З квітня 1943-го Wa-15 належав до військово-морського округу Чженхай, який відповідав за операції в північнокитайських та корейських водах. До квітня 1944-го він ніс патрульну та ескортну службу з базуванням на порт Чженхай, а далі виконував завдання з південнокорейського порту Мокпо.
Оскільки корабель діяв у віддаленому від місця основних бойових дій районі, він зміг дочекатись капітуляції Японії 15 серпня 1945-го.